# 대한민국-이집트 관계
대한민국과 이집트는 1961년 영사 관계를 수립하는데 합의하였다. 대사급 관계 수립 전까지는 통상 분야에서 양국은 협력을 지속하였다. 이집트는 북한과는 1963년에 수교하였는데, 욤키푸르 전쟁 당시 북한은 이집트에게 전투기와 조종사를 제공하는 등 군사적으로 지원하였다. 1990년대 초반 유종하 외무부 차관이 이집트를 방문하여 대사급 관계 수교 의사를 밝혔으나 실제로 이루어지지는 못했다. 이후 남한과 이집트 간 대사급 관계는 1995년에야 이루어졌다.
2014년에는 대한민국 정부는 이집트 수도 카이로에 한국문화원을 개설하였으며, 2015년에는 수교 20주년을 기념하였다. 한국은 이집트와 방산 협력도 진행하고 있으며, 최근에는 K9 자주포 계약을 체결하였다.

## 연혁
- 1961년 12월 5일 대한민국과 이집트 간의 영사 관계가 수립됨
- 1962년 5월 1일 대한민국 정부가 이집트 카이로에 주카이로 대한민국 총영사관을 개설함
- 1991년 8월 19일 이집트 정부가 대한민국 서울에 주서울 이집트 총영사관을 개설함
- 1995년 4월 13일 대한민국과 이집트 간의 대사급 외교 관계가 수립됨
- 1995년 5월 1일 대한민국 정부가 이집트 카이로에 주이집트 대한민국 대사관을 개설함
- 1995년 6월 8일 이집트 정부가 대한민국 서울에 주한 이집트 대사관을 개설함

## 같이 보기
- 대한민국의 대외 관계